# Мурзи (Молодечненський район)
Мурзи (біл. вёска Мурзы) — село в складі Молодечненського району Мінської області, Білорусь. Село підпорядковане Городоцькій сільській раді, розташоване в західній частині області.

## Iсторія
У 1921–1945 роках застінок знаходилось у Польщі, у Вільнюській воєводствi, Вілейського повіту, c 1927 Молодечненського повіту гміні Гарадок.

## Населення
- 1866 рік - 37 люди, 5 будинки[1]
- 1921 рік - 66 люди, 14 будинки[2].
- 1931 рік - 105 люди, 19 будинки[3].